# Rubelles
Rubelles est une commune française située dans le département de Seine-et-Marne en région Île-de-France.

## Géographie

### Localisation

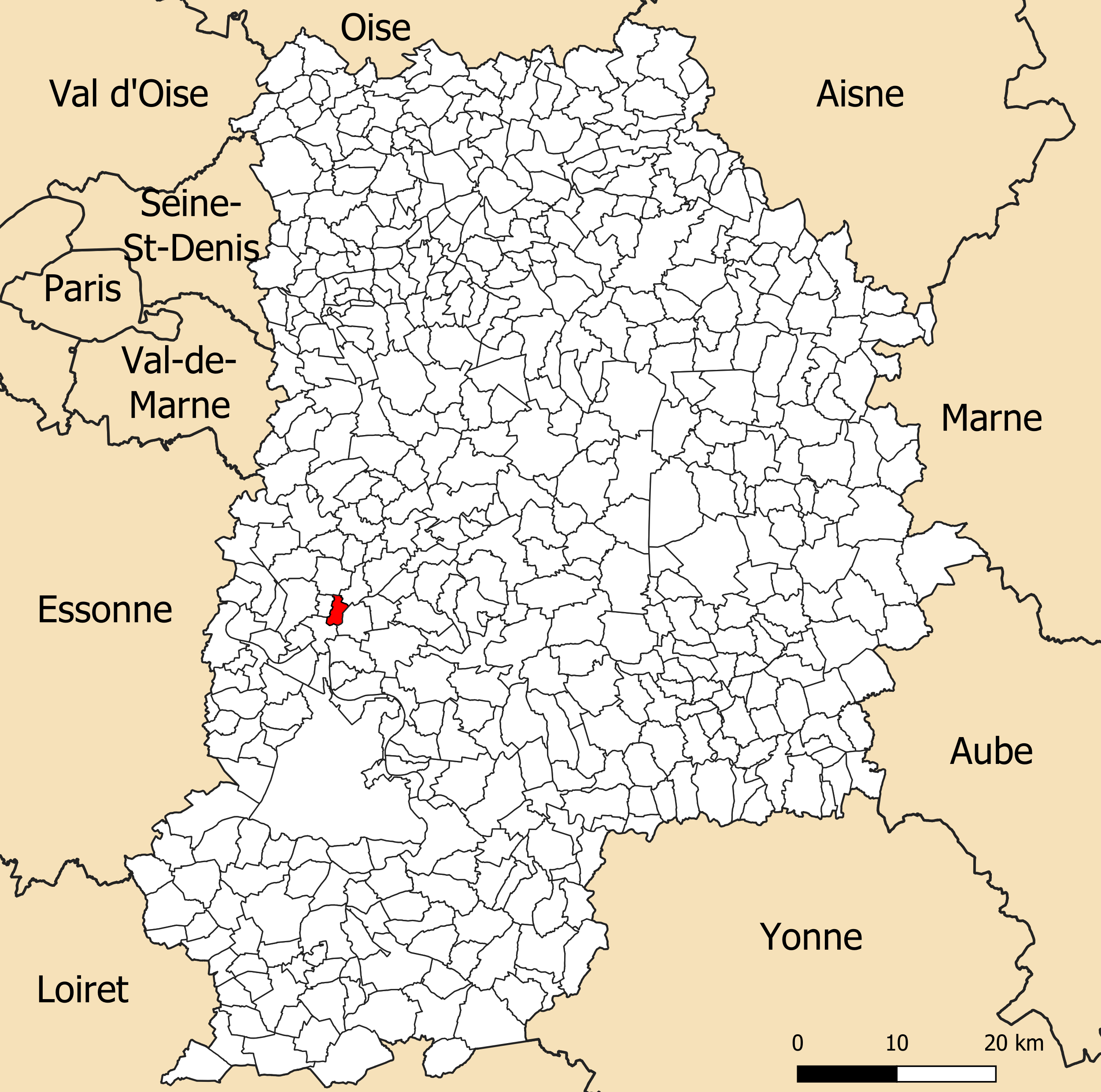
Localisation de la commune de Rubelles dans le département de Seine-et-Marne.

Rubelles est situé à 3 km au nord-est de Melun.

### Communes limitrophes
|          | Montereau-sur-le-Jard | Saint-Germain-Laxis |
| Voisenon | Rubelles              |                     |
| Melun    |                       | Maincy              |

### Géologie et relief
L'altitude de la commune varie de 48 mètres à 84 mètres pour le point le plus haut, le centre du bourg se situant à environ 72 mètres d'altitude (mairie). Elle est classée en zone de sismicité 1, correspondant à une sismicité très faible.

### Hydrographie

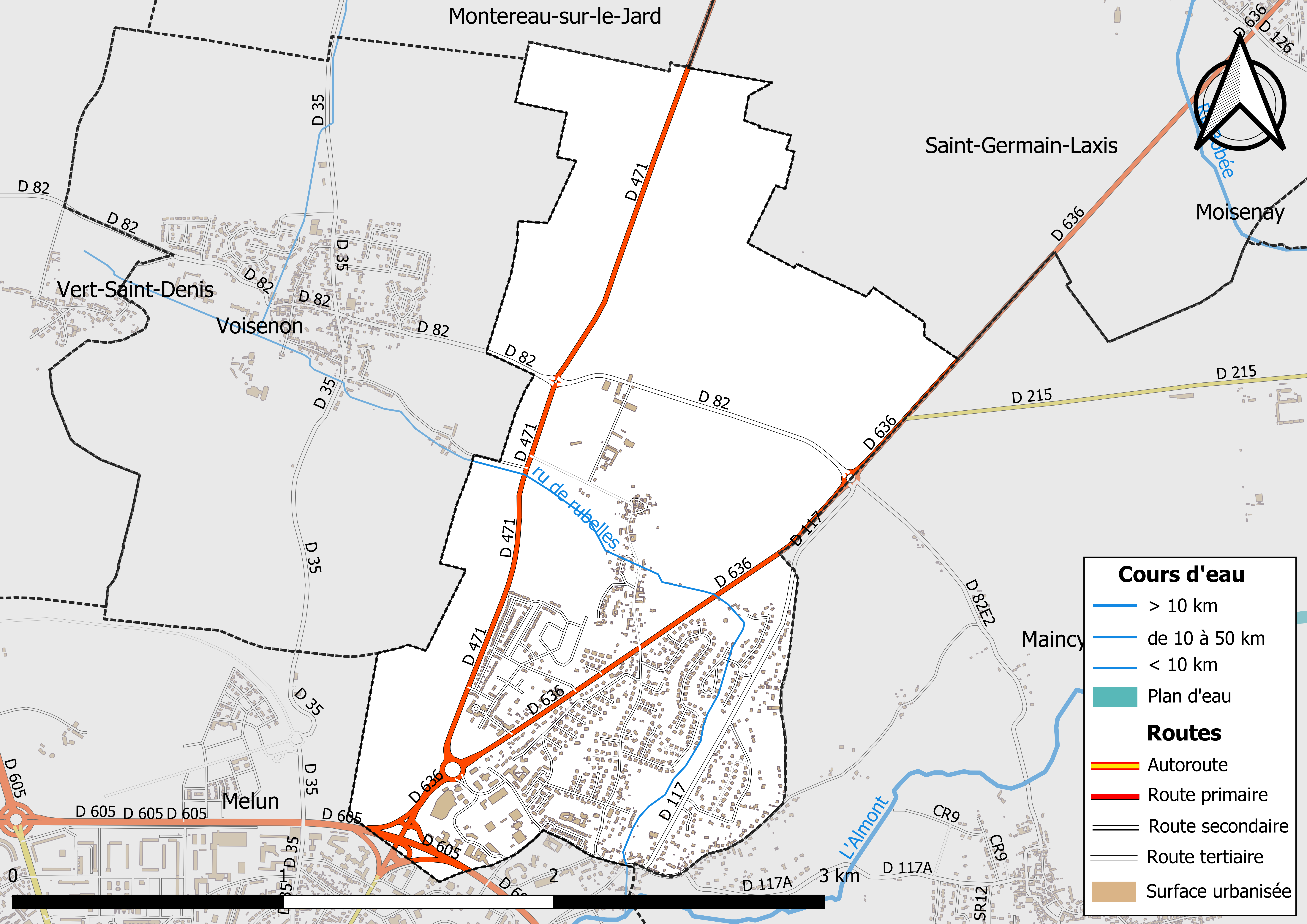
Carte des réseaux hydrographique et routier de Rubelles.

Le réseau hydrographique de la commune se compose d'un seul cours d'eau référencé : le ru du Jard ou ru de Rubelles ou cours d'eau 01 des Trois Moulins, long de 4,18 km, qui conflue avec la rivière l’Almont (ou ru d'Ancœur ou ru de Courtenain), longue de 42,15 km, affluent de la Seine en rive droite.
Sa longueur totale sur la commune est de 2,3 km.

### Climat
Pour des articles plus généraux, voir Climat de l'Île-de-France et Climat de Seine-et-Marne.
En 2010, le climat de la commune est de type climat océanique dégradé des plaines du Centre et du Nord, selon une étude du CNRS s'appuyant sur une série de données couvrant la période 1971-2000. En 2020, Météo-France publie une typologie des climats de la France métropolitaine dans laquelle la commune est exposée à un climat océanique altéré et est dans la région climatique Sud-ouest du bassin Parisien, caractérisée par une faible pluviométrie, notamment au printemps (120 à 150 mm) et un hiver froid (3,5 °C).
Pour la période 1971-2000, la température annuelle moyenne est de 11,2 °C, avec une amplitude thermique annuelle de 15,4 °C. Le cumul annuel moyen de précipitations est de 706 mm, avec 11 jours de précipitations en janvier et 7,8 jours en juillet. Pour la période 1991-2020, la température moyenne annuelle observée sur la station météorologique la plus proche, située sur la commune de Montereau-sur-le-Jard à 4 km à vol d'oiseau, est de 11,6 °C et le cumul annuel moyen de précipitations est de 657,9 mm,. Pour l'avenir, les paramètres climatiques de la commune estimés pour 2050 selon différents scénarios d'émission de gaz à effet de serre sont consultables sur un site dédié publié par Météo-France en novembre 2022.
| Mois                                  | jan.             | fév.             | mars             | avril           | mai             | juin           | jui.          | août           | sep.           | oct.            | nov.            | déc.             | année      |
| ------------------------------------- | ---------------- | ---------------- | ---------------- | --------------- | --------------- | -------------- | ------------- | -------------- | -------------- | --------------- | --------------- | ---------------- | ---------- |
| Température minimale moyenne (°C)     | 1,6              | 1,4              | 3,4              | 5,4             | 9               | 12,1           | 13,9          | 13,7           | 10,7           | 8,1             | 4,5             | 2,2              | 7,2        |
| Température moyenne (°C)              | 4,2              | 4,9              | 7,9              | 10,8            | 14,3            | 17,5           | 19,8          | 19,6           | 16             | 12,2            | 7,6             | 4,7              | 11,6       |
| Température maximale moyenne (°C)     | 6,9              | 8,3              | 12,5             | 16,2            | 19,7            | 23             | 25,6          | 25,5           | 21,4           | 16,3            | 10,6            | 7,3              | 16,1       |
| Record de froid (°C) date du record   | −19,8 17.01.1985 | −19,7 14.02.1956 | −10,3 12.03.1958 | −4,6 12.04.1986 | −2,1 07.05.1957 | 1,6 04.06.1975 | 4 08.07.1954  | 3,5 31.08.1986 | 0,4 24.09.1947 | −4,8 29.10.1985 | −9,3 24.11.1998 | −14,8 29.12.1964 | −19,8 1985 |
| Record de chaleur (°C) date du record | 16,9 05.01.1999  | 21,2 24.02.21    | 25,6 25.03.1955  | 29,5 30.04.1994 | 31,6 28.05.17   | 36,8 27.06.11  | 41,9 25.07.19 | 38,9 12.08.03  | 34,4 15.09.20  | 29,4 01.10.1985 | 22,1 07.11.15   | 17,6 07.12.00    | 41,9 2019  |
| Ensoleillement (h)                    | 595              | 829              | 1 429            | 1 882           | 2 163           | 2 261          | 2 347         | 2 253          | 1 804          | 1 185           | 684             | 544              | 17 975     |
| Précipitations (mm)                   | 50,9             | 46               | 46,6             | 48,8            | 61,9            | 58,1           | 59,4          | 54,2           | 54             | 58,5            | 56,3            | 63,2             | 657,9      |

### Milieux naturels et biodiversité
Aucun espace naturel présentant un intérêt patrimonial n'est recensé sur la commune dans l'inventaire national du patrimoine naturel,,.

## Urbanisme

### Typologie
Au 1er janvier 2024, Rubelles est catégorisée grand centre urbain, selon la nouvelle grille communale de densité à sept niveaux définie par l'Insee en 2022.
Elle appartient à l'unité urbaine de Paris, une agglomération inter-départementale regroupant 407  communes, dont elle est une commune de la banlieue,,. Par ailleurs la commune fait partie de l'aire d'attraction de Paris, dont elle est une commune d'un pôle secondaire,. Cette aire regroupe 1 929 communes,.

### Lieux-dits et écarts
La commune compte 29 lieux-dits administratifs répertoriés consultables ici dont Fond des Ponceaux (source : le fichier Fantoir).

### Occupation des sols
L'occupation des sols de la commune, telle qu'elle ressort de la base de données européenne d’occupation biophysique des sols Corine Land Cover (CLC), est marquée par l'importance des territoires agricoles (48,7 % en 2018), en diminution par rapport à 1990 (55,1 %). La répartition détaillée en 2018 est la suivante : 
terres arables (48,7% ), zones urbanisées (34,7% ), forêts (16,6 %).
Parallèlement, L'Institut Paris Région, agence d'urbanisme de la région Île-de-France, a mis en place un inventaire numérique de l'occupation du sol de l'Île-de-France, dénommé le MOS (Mode d'occupation du sol), actualisé régulièrement depuis sa première édition en 1982. Réalisé à partir de photos aériennes, le Mos distingue les espaces naturels, agricoles et forestiers mais aussi les espaces urbains (habitat, infrastructures, équipements, activités économiques, etc.) selon une classification pouvant aller jusqu'à 81 postes, différente de celle de Corine Land Cover,,. L'Institut met également à disposition des outils permettant de visualiser par photo aérienne l'évolution de l'occupation des sols de la commune entre 1949 et 2018.

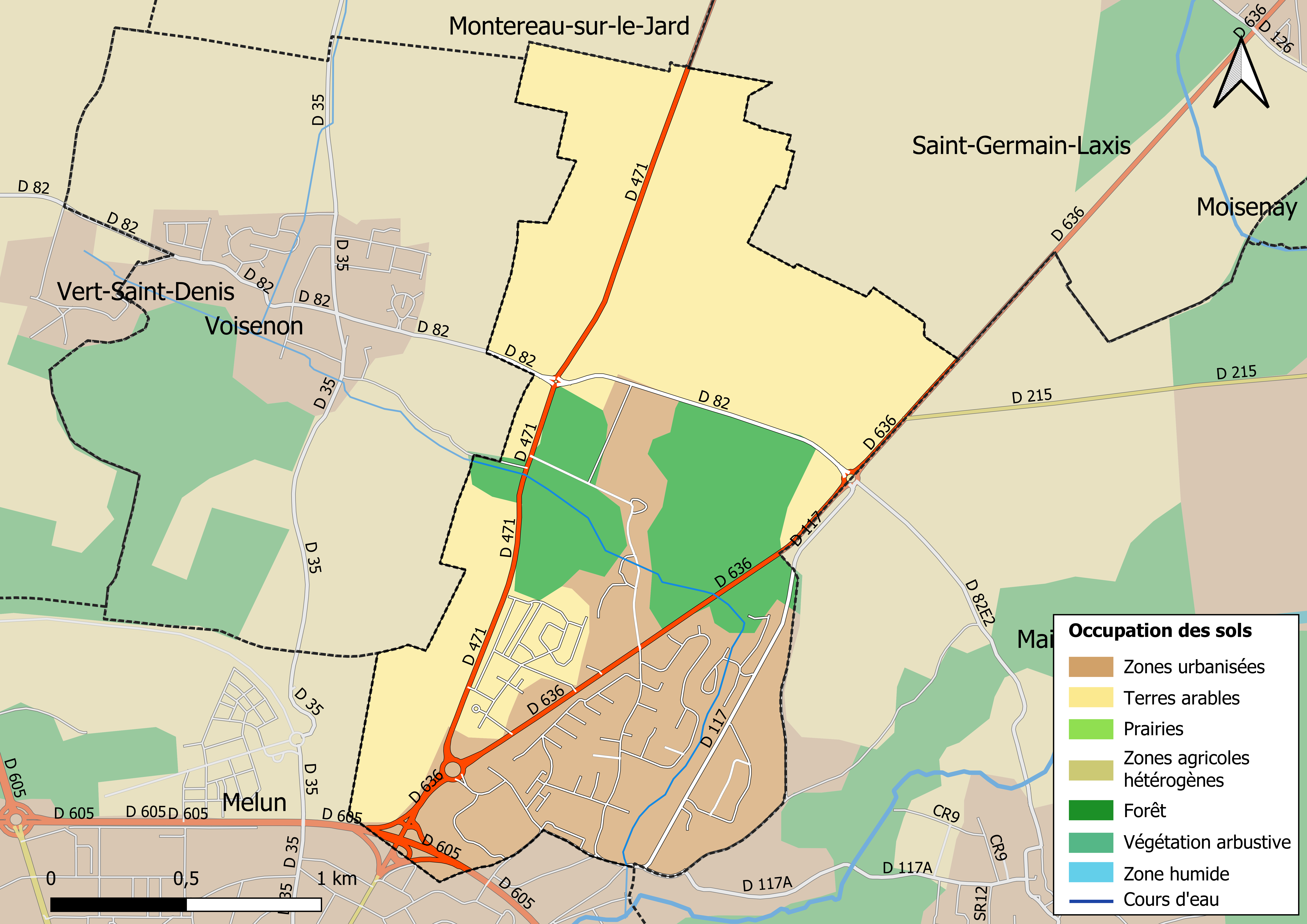
Carte des infrastructures et de l'occupation des sols en 2018 (CLC) de la commune.
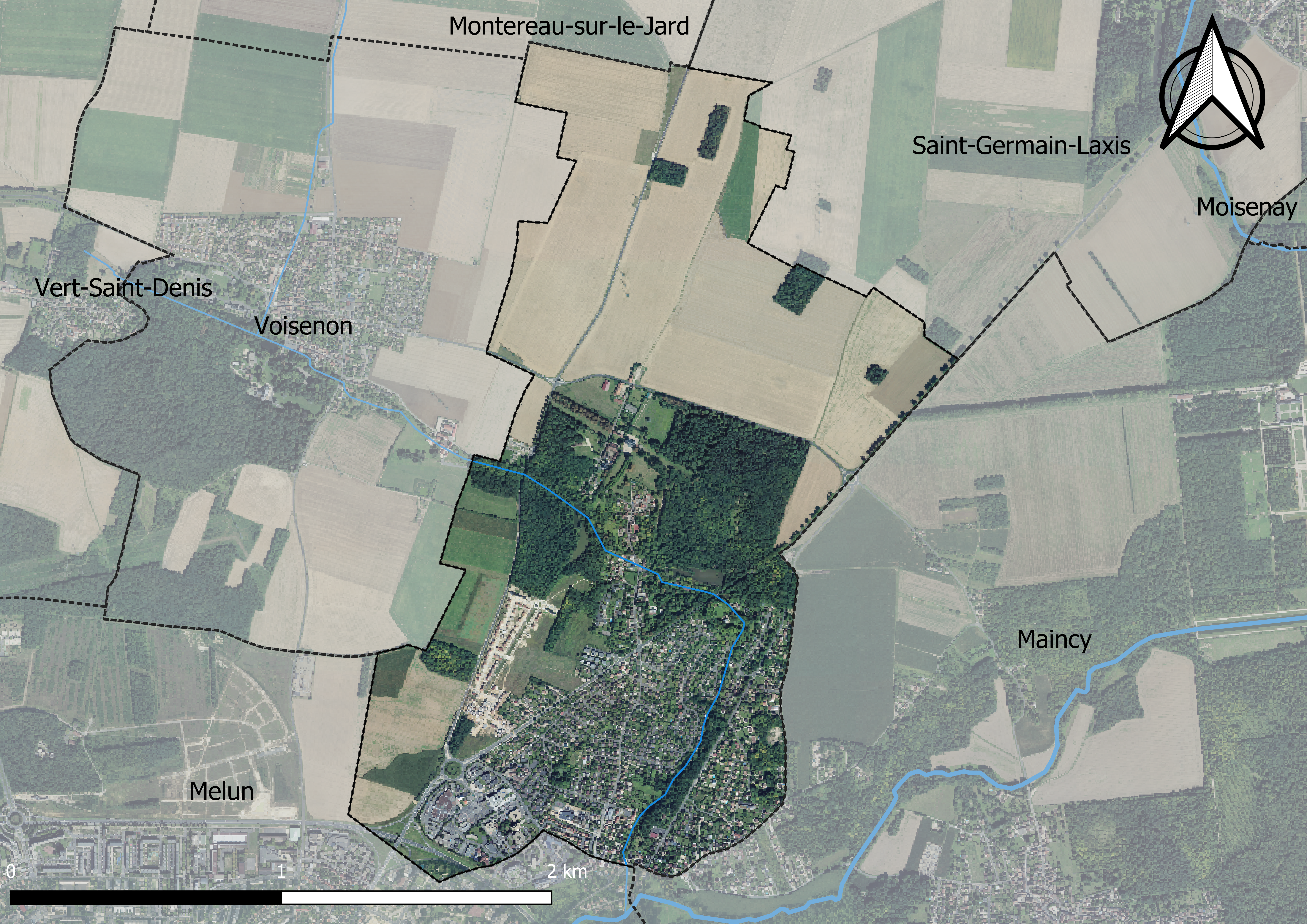
Carte orhophotogrammétrique de la commune.

### Planification
La loi SRU du 13 décembre 2000 a incité les communes à se regrouper au sein d’un établissement public, pour déterminer les partis d’aménagement de l’espace au sein d’un SCoT, un document d’orientation stratégique des politiques publiques à une grande échelle et à un horizon de 20 ans et s'imposant aux documents d'urbanisme locaux, les PLU (Plan local d'urbanisme). La commune est dans le territoire du SCOT Région melunaise, dont l'élaboration a été engagée de 2013 à 2015, puis poursuivie à partir de 2017 sur un périmètre différent et porté par la communauté d'agglomération Melun Val de Seine.
La commune, en 2019, avait engagé l'élaboration d'un plan local d'urbanisme.

### Logement
En 2017, le nombre total de logements dans la commune était de 878 dont 86,3 % de maisons et 11,3 % d'appartements.
Parmi ces logements, 96 % étaient des résidences principales, 0,5 % des résidences secondaires et 3,5 % des logements vacants.
La part des ménages fiscaux propriétaires de leur résidence principale s'élevait à 74,3 % contre 23,4 % de locataires dont, 15,2 % de logements HLM loués vides (logements sociaux) et, 2,3 % logés gratuitement.

## Toponymie
Le nom de la localité est mentionné sous les formes Rubella en 1206 ; Rubelle en 1224 ; Rubelles emprez Meleun en 1385 ; Rebelle en 1561 ; Rebelles en 1599 ; Rubel en 1768.
- Probablement de Rubellae Vinea, nom d'une espèce de vigne à bois rougeâtre[33].

## Politique et administration
| Période                                  | Période   | Identité           | Étiquette | Qualité |
| ---------------------------------------- | --------- | ------------------ | --------- | --- |
| mars 1965                                | mars 1971 | René Bezard        |           | |
| mars 1971                                | mars 1977 | Elie Baudouard     |           | |
| mars 1977                                | mars 2014 | Jacques Baumann    | DVD-UMP   | Directeur commercial |
| mars 2014                                | En cours  | Françoise Lefebvre | DVG       | Ophtalmologiste retraitée 9e vice-présidente de la CA Melun Val de Seine (2014 → 2020), 3e vice-présidente (depuis 2020) Réélue pour le mandat 2020-2026 |
| Les données manquantes sont à compléter. |           |                    |           | |

## Équipements et services

### Eau et assainissement
L’organisation de la distribution de l’eau potable, de la collecte et du traitement des eaux usées et pluviales relève des communes. La loi NOTRe de 2015 a accru le rôle des EPCI à fiscalité propre en leur transférant cette compétence. Ce transfert devait en principe être effectif au 1er janvier 2020, mais la loi Ferrand-Fesneau du 3 août 2018 a introduit la possibilité d’un report de ce transfert au 1er janvier 2026,.

#### Assainissement des eaux usées
En 2020, la gestion du service d'assainissement collectif de la commune de Rubelles est assurée par la communauté d'agglomération Melun Val de Seine (CAMVS) pour la collecte, le transport et la dépollution. Ce service est géré en délégation par une entreprise privée, dont le contrat arrive à échéance le 31 décembre 2023,,.
L’assainissement non collectif (ANC) désigne les installations individuelles de traitement des eaux domestiques qui ne sont pas desservies par un réseau public de collecte des eaux usées et qui doivent en conséquence traiter elles-mêmes leurs eaux usées avant de les rejeter dans le milieu naturel. La communauté d'agglomération Melun Val de Seine (CAMVS) assure pour le compte de la commune le service public d'assainissement non collectif (SPANC), qui a pour mission de vérifier la bonne exécution des travaux de réalisation et de réhabilitation, ainsi que le bon fonctionnement et l’entretien des installations,.

#### Eau potable
En 2020, l'alimentation en eau potable est assurée par la commune qui en a délégué la gestion à l'entreprise Veolia, dont le contrat expire le 26 décembre 2022,,.

## Population et société

### Démographie
L'évolution du nombre d'habitants est connue à travers les recensements de la population effectués dans la commune depuis 1793. Pour les communes de moins de 10 000 habitants, une enquête de recensement portant sur toute la population est réalisée tous les cinq ans, les populations de référence des années intermédiaires étant quant à elles estimées par interpolation ou extrapolation. Pour la commune, le premier recensement exhaustif entrant dans le cadre du nouveau dispositif a été réalisé en 2006.

En 2022, la commune comptait 3 450 habitants, en évolution de +60,32 % par rapport à 2016 (Seine-et-Marne : +3,92 %, France hors Mayotte : +2,11 %).
| 1793 | 1800 | 1806 | 1821 | 1831 | 1836 | 1841 | 1846 | 1851 |
| ---- | ---- | ---- | ---- | ---- | ---- | ---- | ---- | ---- |
| 240  | 192  | 187  | 182  | 185  | 200  | 196  | 196  | 204  |

| 1856 | 1861 | 1866 | 1872 | 1876 | 1881 | 1886 | 1891 | 1896 |
| ---- | ---- | ---- | ---- | ---- | ---- | ---- | ---- | ---- |
| 190  | 236  | 244  | 196  | 195  | 178  | 177  | 155  | 192  |

| 1901 | 1906 | 1911 | 1921 | 1926 | 1931 | 1936 | 1946 | 1954 |
| ---- | ---- | ---- | ---- | ---- | ---- | ---- | ---- | ---- |
| 178  | 171  | 201  | 173  | 192  | 214  | 218  | 224  | 263  |

| 1962 | 1968 | 1975 | 1982  | 1990  | 1999  | 2006  | 2011  | 2016  |
| ---- | ---- | ---- | ----- | ----- | ----- | ----- | ----- | ----- |
| 356  | 451  | 742  | 1 822 | 1 753 | 1 653 | 1 848 | 1 903 | 2 152 |

| 2021  | 2022  | - | - | - | - | - | - | - |
| ----- | ----- | - | - | - | - | - | - | - |
| 3 273 | 3 450 | - | - | - | - | - | - | - |

### Manifestations culturelles et festivités
- Vide-grenier chaque année début septembre.
- Salon de la peinture en mars.
- Marché de Noël début décembre.

## Économie

### Revenus de la population et fiscalité
En 2018, le nombre de ménages fiscaux de la commune était de 952 (dont 67 % imposés), représentant 2 605 personnes et la  médiane du revenu disponible par unité de consommation  de 24 640 euros.

### Emploi
En 2017 , le nombre total d’emplois dans la zone était de 1 407, occupant 890 actifs  résidants.
Le taux d'activité de la population (actifs ayant un emploi) âgée de 15 à 64 ans s'élevait à 62,4 % contre un taux de chômage de 8,1 %. 
Les 29,5 % d’inactifs se répartissent de la façon suivante : 11,7 % d’étudiants et stagiaires non rémunérés, 7,2 % de retraités ou préretraités et 10,6 % pour les autres inactifs.

### Secteurs d'activité

#### Entreprises et commerces
En 2019, le nombre d’unités légales et d’établissements (activités marchandes hors agriculture) par secteur d'activité était de 107 dont 2 dans l’industrie manufacturière, industries extractives et autres, 12 dans la construction, 29 dans le commerce de gros et de détail, transports, hébergement et restauration, 5 dans l’Information et communication, 4 dans les activités financières et d'assurance, 4 dans les activités immobilières, 16 dans les activités spécialisées, scientifiques et techniques et activités de services administratifs et de soutien, 24 dans l’administration publique, enseignement, santé humaine et action sociale et 11  étaient relatifs aux autres activités de services.
En 2020, 24 entreprises ont été créées sur le territoire de la commune, dont 19 individuelles.
Au 1er janvier 2021, la commune disposait de 54 chambres d’hôtels dans un établissement et ne possédait aucun terrain de  camping.
La ZAC Saint Nicolas rassemble au sud-ouest de la commune principalement des enseignes de distribution, de restauration et d'hôtellerie ainsi qu'une agence bancaire.
Dans cette même ZAC se trouve également le siège de la Caisse des Français de l'Etranger (CFE).

#### Agriculture
Rubelles est dans la petite région agricole dénommée la « Brie française »,  (ou Basse-Brie), une partie de la Brie autour de Brie-Comte-Robert. En 2010, l'orientation technico-économique de l'agriculture sur la commune est la culture de céréales et d'oléoprotéagineux (COP).
Si la productivité agricole de la Seine-et-Marne se situe dans le peloton de tête des départements français, le département enregistre un double phénomène de disparition des terres cultivables (près de 2 000 ha par an dans les années 1980, moins dans les années 2000) et de réduction d'environ 30 % du nombre d'agriculteurs dans les années 2010. Cette tendance se retrouve au niveau de la commune où le nombre d’exploitations est passé de 2 en 1988 à 1 en 2010. Parallèlement, la taille de ces exploitations augmente, passant de 89 ha en 1988 à 171 ha en 2010.
Le tableau ci-dessous présente les principales caractéristiques des exploitations agricoles de Rubelles, observées sur une période de 22 ans : 
|                                      | 1988 | 2000 | 2010 |
| ------------------------------------ | ---- | ---- | ---- |
| Dimension économique,                |      |      |      |
| Nombre d’exploitations (u)           | 2    | 1    | 1    |
| Travail (UTA)                        | 6    | 2    | 1    |
| Surface agricole utilisée (ha)       | 178  | 178  | 171  |
| Cultures                             |      |      |      |
| Terres labourables (ha)              | s    | s    | s    |
| Céréales (ha)                        | s    | s    | s    |
| dont blé tendre (ha)                 | s    | s    | s    |
| dont maïs-grain et maïs-semence (ha) | s    |      | s    |
| Tournesol (ha)                       | s    |      |      |
| Colza et navette (ha)                | s    | s    | s    |
| Élevage                              |      |      |      |
| Cheptel (UGBTA)                      | 1    | 0    | 0    |

## Culture locale et patrimoine

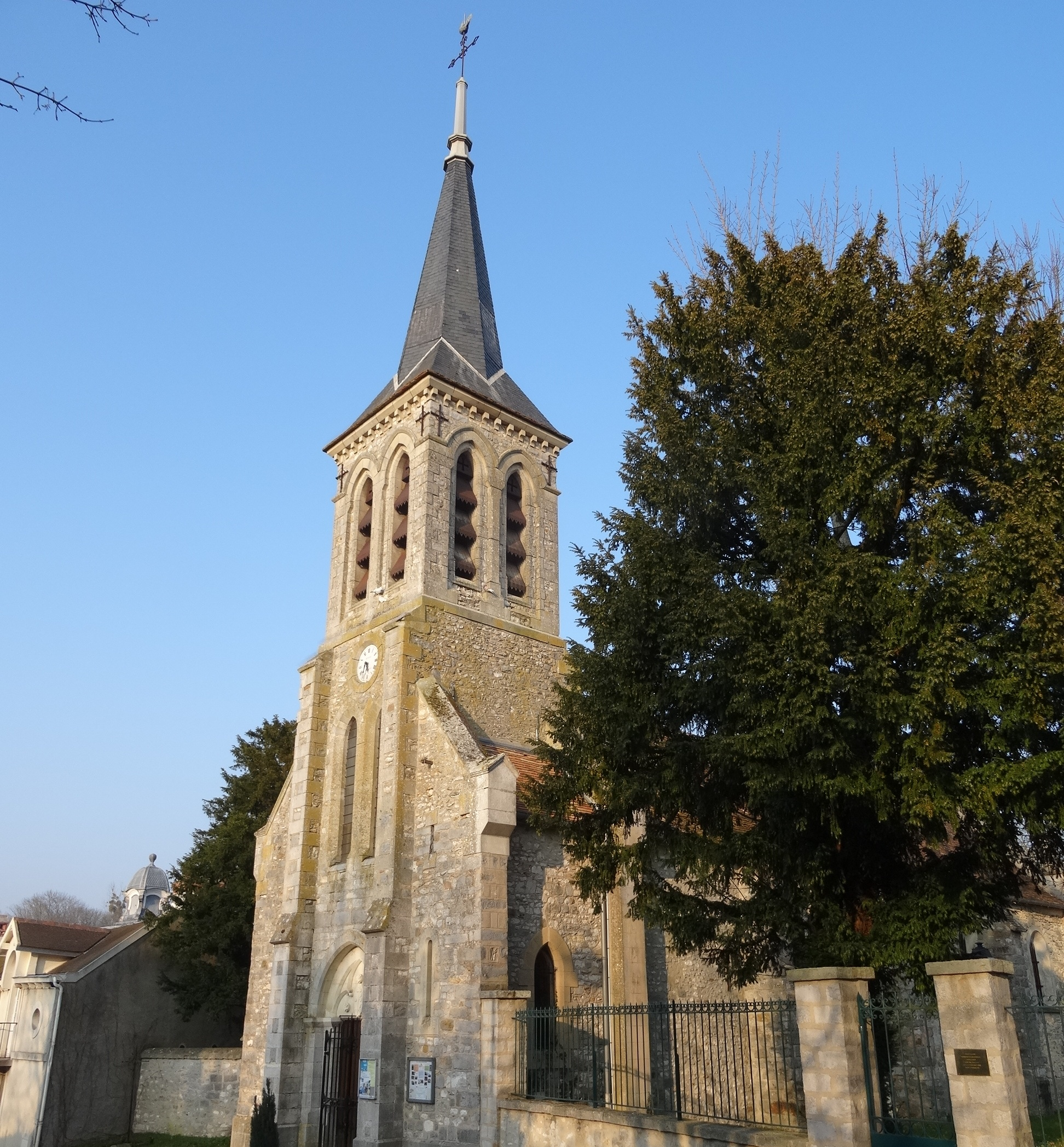
L'église Saint-Nicolas.

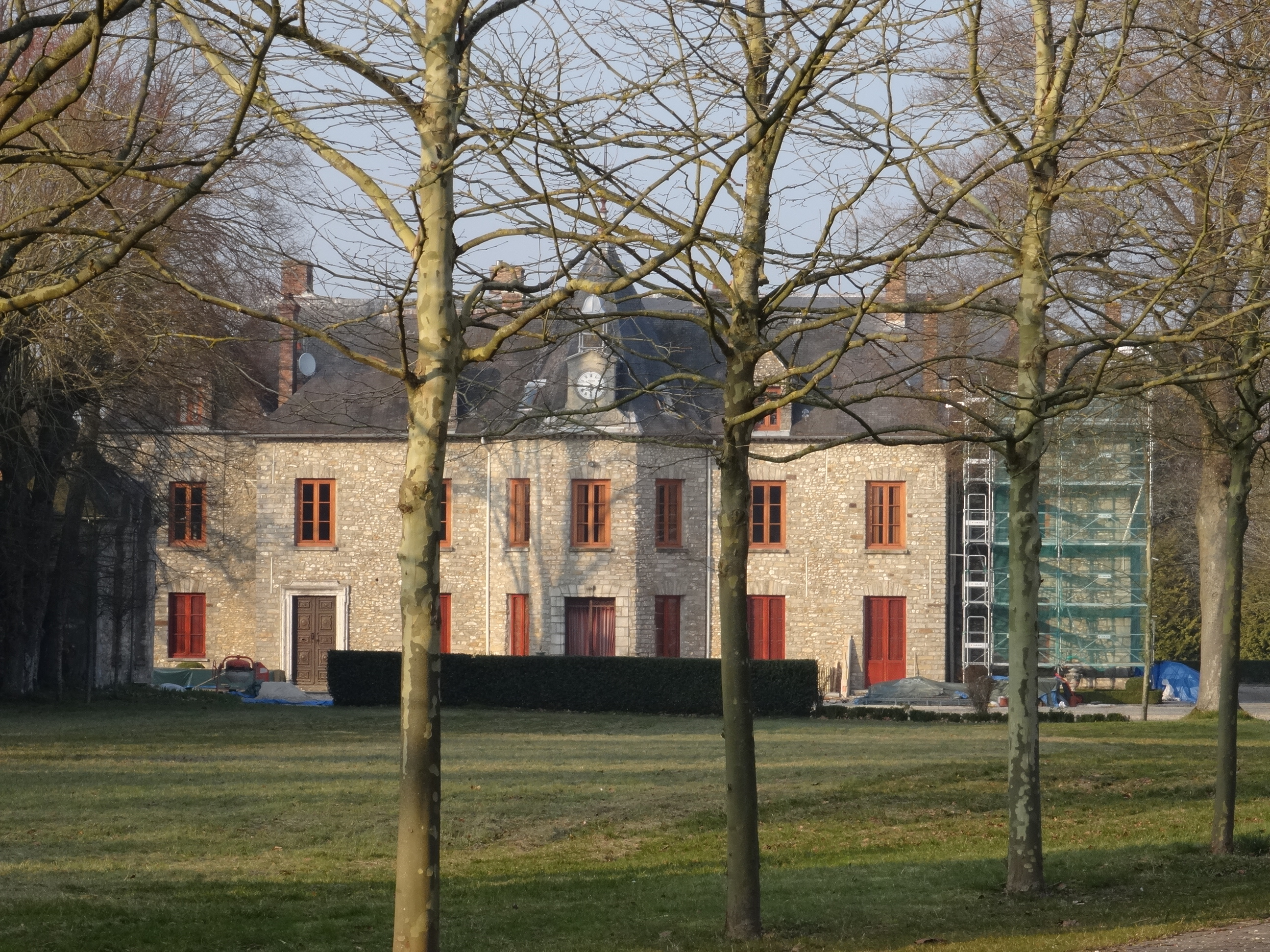
Le château de Rubelles.

### Lieux et monuments
- L'église Saint-Nicolas, située au centre du vieux village.
- Le château de Rubelles.

Deux pavillons du parc ont été inscrits aux monuments historiques en 1984.

### Patrimoine culturel
- La faïence de Rubelles (XIXe siècle)[56].

### Personnalités liées à la commune
- Paul-Charles-Amable de Bourgoing, diplomate français et inventeur des lithophanies. En 1836, il s'associe  à Alexis du Tremblay, et crée la faïencerie de Rubelles qui sera en activité de 1839 à 1859.
- Alexis du Tremblay (1796 -1868), propriétaire du château de Rubelles au XIXe siècle et maire de Rubelles  de 1826 à 1831 et de 1862 à 1867.
- Émile Trélat (1821-1907), directeur de la faïencerie vers 1840.

### Héraldique
| Blason à dessiner | Blason  | D'or à l'assiette de faïence de Rubelles de sinople ornée d'or et chargée d'une grappe de raisin, accompagnée en chef à dextre et à senestre de deux grappes de raisin de pourpre tigée et vrillée de sinople; au chef d'azur (de sable) chargé de trois grenades d'or ouvertes de gueules. |
| Blason à dessiner | Détails | Le statut officiel du blason reste à déterminer. |